# Isoletta

Isoletta est un village qui s'étend à quelques kilomètres de la commune d'Arce, dans la province de Frosinone, dans le sud de la région Latium. Historiquement, le village faisait partie de la Terra di Lavoro.

## Géographie
Ce petit village, est un village de la commune d'Arce, elle-même située au nord. Il est bordé au sud-est par San Giovanni Incarico, au sud-ouest par Falvaterra et au nord-ouest par Ceprano.
Sur le territoire et les alentours se trouvent des gîtes ruraux qui permettent la pleine jouissance de la beauté de la réserve naturelle qui s'étend le long de la rivière Liri, près du Lac d'Isoletta, appelé aussi Lac de San Giovanni Incarico. 
Le climat, typique de la région méditerranéenne, est caractérisé par un hiver humide et pas trop froid et des étés un peu étouffant. Compte tenu de la tranquillité du pays, c'est souvent la destination estivale des anciens habitants qui ont émigré en ville (Rome, Naples).
La sainte patronne est Santa Maria della Vittoria, qui était célébrée le premier dimanche d'octobre et qui, depuis quelques années, est célébrée le dernier dimanche du mois d'août.

## Histoire
La localité fut occupée dès l'époque préhistorique, et est connu pour les vestiges romains de Frégelles.
Historiquement, Isoletta était connu sous le nom d'« Insula » ou « Insula Pontis Solarati ».
Le premier fort construit remonte à 702, lorsque les Lombards de Bénévent installèrent ici une garnison pour leurs raids dans la Vallée du Liri (Arpino, Sora).
En 1046 la localité fut intégrée par Richard Ier[Lequel ?] dans le patrimoine des comtes d'Aquin. En outre, les comtes Ceccano et l'abbaye de Montecassino avaient des exploitations terriennes. En 1139, le pape Innocent II décréta une guerre contre le roi de Sicile Roger de Hauteville, et dans son invasion du Mezzogiorno, ses troupes détruisirent Isoletta.
En raison de certaines relations familiales entre les d'Aquin et les Celano, le village entra dans les possessions de ces derniers, au cours de la période durant laquelle les Celano, originaire des Abruzzes, était à l'apogée de leur prestige politique et économique. Thomas de Celano, chef de la conspiration anti-souabe des Chiavesignati, organisa et finança la construction du premier château et d'ici, avec Ruggieri dell'Aquila, il organisa le siège d'Arce. Les Chiavesignati ayant été défaits dans les Abruzzes, les Celano furent forcés de céder toutes leurs conquêtes et propriétés au-delà de la Marsica (Abruzzes) y compris Isoletta qui devint propriété de famille locale des Spinello.
Lorsque Leonardo Della Rovere devint duc de Sora, en 1465, il obtint en concession Sora, Arce et Isoletta. Il étendit l'ancienne structure militaire et forma un vrai château. Pendant une courte période la région fut sous l'administration de Guillaume de Croÿ, avant de passer aux Boncompagni en 1579. Après la réintégration dans les biens de l'État Bourbon du duché de Sora, les Bourbon transformèrent le château en une forteresse frontalière. Devenu une propriété privée pendant l'unification de l'Italie, le château fut détruit au cours du fascisme pour faire place à une maison privée.

## Archéologie

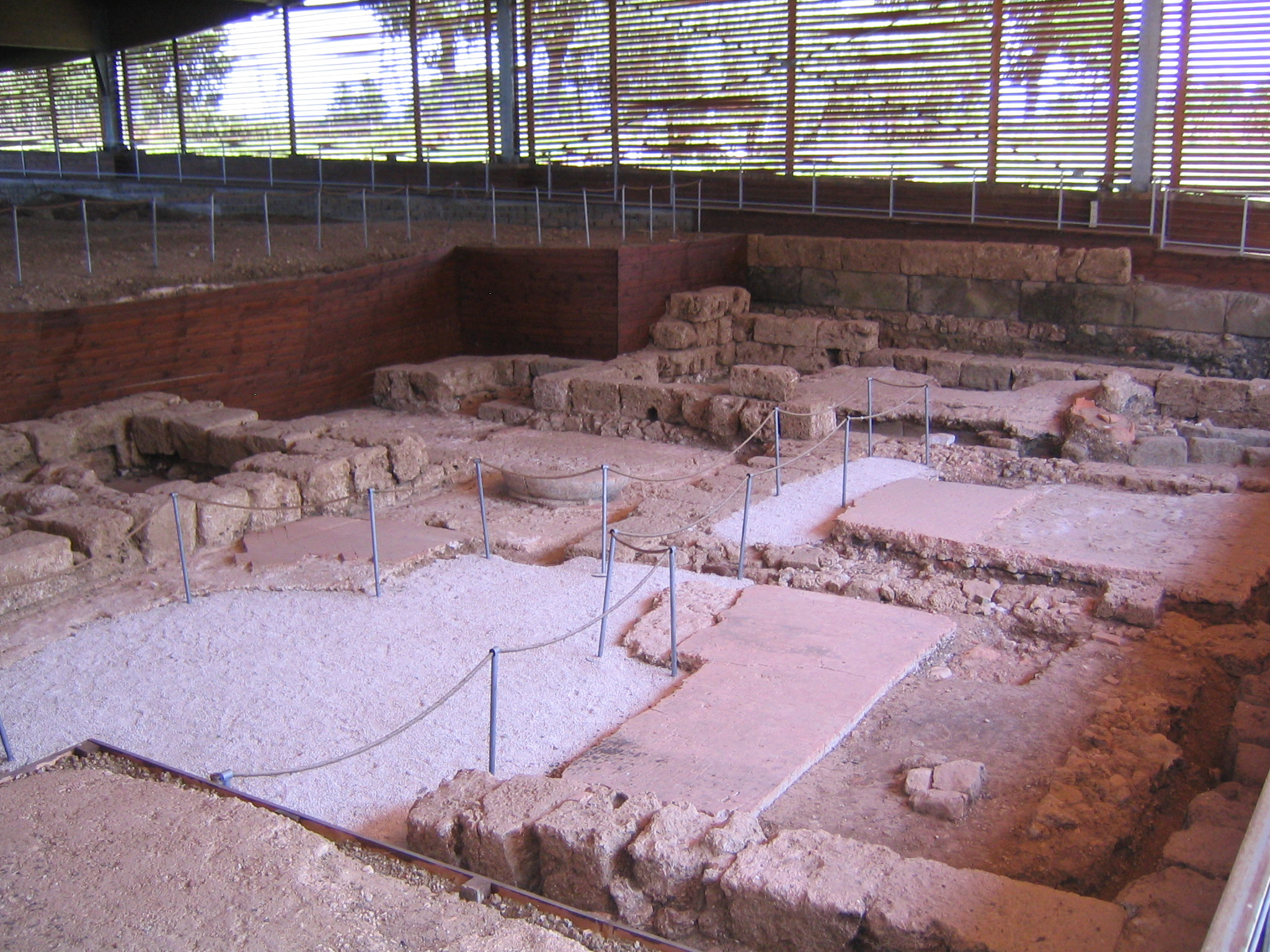
Thermes romains, Parc archéologique de Frégelles.

Isoletta est un important centre historique où vous pouvez encore voir les vestiges d'anciennes civilisations qui y ont habité. 
Des ruines très importantes de l' Empire Romain dans le complexe archéologique de Frégelles et un centre d'une importance considérable pour le reste de la période Bourbon, située à la frontière entre les États pontificaux et le royaume de Naples.
Habitée depuis les temps anciens, on a retrouvé de tout: des vestiges préhistoriques, des ruines pré-romaines, romaines (Fregellae), médiévales et des Bourbon. Dans le proche musée de la préhistoire Pofi sont exposés la tête d'un éléphant et les restes d'objets des anciennes civilisations.
Situé à la confluence du Liri et du Sacco, Isoletta a toujours été tout au long de son histoire d'une importance stratégique suffisante pour en conserver encore des traces.

## Château d'Isoletta
Le Château Du Chêne Rouvre d'Isoletta ou Château des Comtes de Celano (Castello Della Rovere di Isoletta ou Castello dei Conti di Celano), est une ancienne fortification militaire du sud du Latium, dans la ville de Arce, aujourd'hui détruit, placé dans le système défensif de la haute Terre de Labour (Terra di Lavoro) avec les châteaux Boncompagni - Viscogliosi d'Isola del Liri, Rocca Campolato de Rocca d'Arce et Arce. Aujourd'hui encore, on peut admirer le pont sur la rivière Liri qui était utilisé par la douane, près de l'ancien château d'Isoletta.